# فرانك هيل (سياسي)
فرانك هيل (بالإنجليزية: Frank Hill)‏ هو سياسي أسترالي، ولد في 5 أغسطس 1883 في بريزبان في أستراليا، وتوفي في 11 يوليو 1945 في أستراليا. حزبياً، نشط في حزب العمال الأسترالي. وقد انتخب عضو الجمعية التشريعية نيو ساوث ويلز.